# Basketligan 1999/2000
Basketligan 1999/2000

## Grundserie
| Plats | Lag                       | Spelade | Vinster | Förluster | Poäng     | +/-  | Poäng |
| ----- | ------------------------- | ------- | ------- | --------- | --------- | ---- | ----- |
| 1     | Magic M7                  | 24      | 17      | 7         | 2213-2003 | +210 | 34    |
| 2     | Plannja Basket            | 24      | 16      | 8         | 1996-1879 | +117 | 32    |
| 3     | Norrköping Dolphins       | 24      | 15      | 9         | 2197-2085 | +112 | 30    |
| 4     | Södertälje Kings          | 24      | 13      | 11        | 2099-2009 | +90  | 26    |
| 5     | Sundsvall Dragons         | 24      | 11      | 13        | 2036-2152 | -116 | 22    |
| 6     | Sallén Basket             | 24      | 7       | 17        | 1955-2191 | -236 | 14    |
| 7     | 08 Stockholm Human Rights | 24      | 5       | 19        | 1977-2154 | -177 | 10    |

## Slutspel

### Kvartsfinaler
| Datum                                        | Match                  | Resultat |
| -------------------------------------------- | ---------------------- | -------- |
| Norrköping Dolphins - Sallén Basket (2 - 1)  |                        |          |
| 10 mars 2000                                 | Norrköping - Sallén    | 99 - 92  |
| 14 mars 2000                                 | Sallén - Norrköping    | 88 - 84  |
| 17 mars 2000                                 | Norrköping - Sallén    | 94 - 71  |
| Södertälje Kings - Sundsvall Dragons (0 - 2) |                        |          |
| 12 mars 2000                                 | Södertälje - Sundsvall | 80 - 83  |
| 14 mars 2000                                 | Sundsvall - Södertälje | 85 - 74  |

### Semifinaler
| Datum                                        | Match                | Resultat  |
| -------------------------------------------- | -------------------- | --------- |
| Magic M7 - Sundsvall Dragons (3 - 0)         |                      |           |
| 21 mars 2000                                 | M7 - Sundsvall       | 101 - 89  |
| 24 mars 2000                                 | Sundsvall - M7       | 77 - 78   |
| 26 mars 2000                                 | M7 - Sundsvall       | 117 - 104 |
| Plannja Basket - Norrköping Dolphins (3 - 2) |                      |           |
| 21 mars 2000                                 | Plannja - Norrköping | 70 - 80   |
| 24 mars 2000                                 | Norrköping - Plannja | 94 - 98   |
| 27 mars 2000                                 | Plannja - Norrköping | 97 - 86   |
| 29 mars 2000                                 | Norrköping - Plannja | 75 - 70   |
| 31 mars 2000                                 | Plannja - Norrköping | 80 - 67   |

### Final
| Datum                             | Match        | Resultat |
| --------------------------------- | ------------ | -------- |
| Magic M7 - Plannja Basket (1 - 3) |              |          |
| 5 april 2000                      | M7 - Plannja | 87 - 76  |
| 10 april 2000                     | Plannja - M7 | 81 - 68  |
| 14 april 2000                     | M7 - Plannja | 75 - 97  |
| 18 april 2000                     | Plannja - M7 | 92 - 82  |

## Svenska mästarna
- Plannja Basket